# كارلوس أوريجويلا
كارلوس أوريجويلا هو لاعب كرة قدم إكوادوري في مركز الهجوم، ولد في 14 مارس 1993 في إسمرالداس في الإكوادور. لعب مع نادي أولميدو.

## وصلات خارجية
- كارلوس أوريجويلا على موقع إي إس بي إن إف سي (الإنجليزية)
- كارلوس أوريجويلا على موقع قاعدة بيانات كرة القدم.إي يو (الإنجليزية)
- كارلوس أوريجويلا على موقع Soccerway.com (الإنجليزية)
- كارلوس أوريجويلا على موقع عالم كرة القدم.نت (الإنجليزية)